# Bùi Tường Huân
Bùi Tường Huân (14 tháng 8 năm 1924 – Tháng 5 năm 1988) là giáo sư và chính khách Việt Nam Cộng hòa, từng giữ chức Tổng trưởng Bộ Quốc gia Giáo dục và Thượng nghị sĩ Việt Nam Cộng hòa.:322

## Tiểu sử
Bùi Tường Huân sinh ngày 14 tháng 8 năm 1924 tại Hà Nội, Bắc Kỳ, Liên bang Đông Dương.:322
Từ năm 1945 đến năm 1946, ông tham gia nhóm dân tộc chủ nghĩa Đại Việt Quốc dân Đảng.:322
Năm 1951, ông thi đậu lấy bằng luật sư tại Trường Luật Paris.:322 Năm 1952, tốt nghiệp Viện Nghiên cứu Chính trị Paris.:322 Năm 1958, ông thi đậu lấy bằng tiến sĩ kinh tế tại Trường Luật Paris.:322 Trong thời gian du học tại Pháp, ông còn làm chủ tịch Tổng hội Sinh viên, Học sinh Việt Nam tại Pháp vào năm 1951.:322
Sau khi trở về nước, ông làm giáo sư tại Trường Đại học Luật khoa Sài Gòn và Huế.:322
Ngoài ra, ông còn là thành viên thuộc Khối Phật giáo Ấn Quang mà về sau chính khối này đã tiến cử ông tham gia nội các Dương Văn Minh với chức Phó Thủ tướng kiêm Tổng trưởng Bộ Quốc phòng vào cuối tháng 4 năm 1975. Nội các cuối cùng này của Việt Nam Cộng hòa dự kiến trình diện quốc dân vào sáng ngày 30 tháng 4 năm 1975 nhưng chưa kịp thực hiện thì đã phải đầu hàng Quân Giải phóng vào buổi trưa hôm đó. Trước khi Sài Gòn thất thủ, gia đình Bùi Tường Huân đã kịp thời di tản sang Mỹ tị nạn nên ông đành phải ở lại một mình.
Sau ngày 30 tháng 4 năm 1975, do thân phận là công chức chế độ cũ nên ông bị chính quyền cộng sản đưa đi học tập cải tạo đến giữa năm 1979 mới được trả tự do. Có tin đồn rằng ông vừa ra khỏi trại cải tạo liền bay sang Pháp định cư nhưng thực ra ông vẫn ở lại Sài Gòn mà vào lúc này mang tên Thành phố Hồ Chí Minh.
Ông qua đời vào đầu tháng 5 năm 1988 tại Thành phố Hồ Chí Minh.

## Đời tư
Ông là người tin theo tín ngưỡng Phật giáo và có hai con với vợ là Trần Thị Phương Thảo (tính đến năm 1974).:322